# عبد القيم مطلب
عبد القيم مطلب (14 مايو 1989 بسنغافورة - ) هو لاعب كرة قدم سنغافوري في مركز الدفاع. لعب مع ليونز تويلف ونادي تامبينس روفرز ونادي هوم يونايتد ونادي واريورز ويانج لايونز.

## روابط خارجية
- عبد القيم مطلب على موقع قاعدة بيانات كرة القدم.إي يو (الإنجليزية)
- عبد القيم مطلب على موقع ناشيونال فوتبول تيمز (الإنجليزية)
- عبد القيم مطلب على موقع Soccerway.com (الإنجليزية)